# Tricalysia crepiniana
Espèce
Synonymes
- Empogona crepiniana (préféré par NCBI)[2]
- Tricalysia crepiniana De Wild. & T.Durand[3]
- Tricalysia crepiniana[2]

Tricalysia crepiniana De Wild. & T.Durand est une espèce de plantes tropicales de la famille des Rubiacées et du genre Tricalysia.

## Distribution
Ce petit arbre d'environ 4 m de hauteur est présent en Angola (Cabinda), au Cameroun, en République démocratique du Congo et en République du Congo.

## Liste des variétés
Selon Tropicos (5 décembre 2017) :
- variété Tricalysia crepiniana var. elliptica De Wild.